# Relations entre l'Inde et l'Ouganda
Les relations entre l'Inde et l'Ouganda sont les relations bilatérales de la république de l'Inde et de la république de l'Ouganda. Les deux pays ont établi des relations diplomatiques en 1965 et ont chacun un haut-commissariat dans la capitale de l'autre. Le haut-commissariat indien à Kampala est accrédité simultanément au Burundi et au Rwanda. L'Ouganda accueille une importante communauté indienne et les relations entre l'Inde et l'Ouganda couvrent un large éventail de secteurs, notamment la coopération politique, économique, commerciale, culturelle et scientifique.

## Histoire
Les relations entre l'Inde et l'Ouganda ont commencé avec l'arrivée de plus de 30 000 Indiens en Ouganda au XIXe siècle, qui y ont été amenés pour construire la ligne ferroviaire Mombasa-Kampala. Les militants ougandais pour l'indépendance ont été inspirés dans leur lutte par le succès de la lutte pour la liberté en Inde et ont également été soutenus dans leur combat par le Premier ministre indien Jawaharlal Nehru,. Les relations indo-ougandaises ont été bonnes depuis l'indépendance de l'Ouganda, sauf sous le régime d'Idi Amin Dada. En 1972, Amin a expulsé plus de 55 000 personnes d'origine indienne et 5 000 Indiens qui avaient largement formé l'épine dorsale commerciale et économique du pays, les accusant d'exploiter les Ougandais de souche,. Depuis le milieu des années 1980, lorsque le président Yoweri Museveni est arrivé au pouvoir, les relations n'ont cessé de s'améliorer. Aujourd'hui, quelque 20 000 Indiens vivent ou travaillent en Ouganda. Les tensions ethniques entre Indiens et Ougandais ont été un problème récurrent dans les relations bilatérales étant donné le rôle des Indiens dans l'économie ougandaise,.

## Relations économiques
Les Indiens et les personnes d'origine indienne jouent un rôle clé dans l'économie ougandaise dans les secteurs de la fabrication, du commerce et des services. Les entreprises indiennes emploient des milliers d'Ougandais et comptent parmi les plus gros contribuables du pays. Traditionnellement, les Indiens d'Ouganda étaient des commerçants d'origine gujarati. Des immigrés du Pendjab et des travailleurs de la santé du Kerala sont également arrivés en Ouganda ces dernières années. Depuis les années 1980, l'Inde est devenue l'un des plus grands investisseurs et partenaires commerciaux de l'Ouganda,.
Le commerce bilatéral entre les deux pays s'est élevé à 728 millions de dollars en 2010-2011, la balance commerciale étant largement en faveur de l'Inde, les exportations ougandaises vers l'Inde ne représentant que 16,7 millions de dollars du commerce total. L'Ouganda importe près de 30 % de ses produits pharmaceutiques de l'Inde, tandis que l'Inde est devenue la deuxième source d'investissements étrangers directs pour l'Ouganda en 2011. Les entreprises dirigées par les familles et les groupes d'affaires d'origine indienne, tels que Madhvani, Mehta, Mukwano et Ruparelia, sont parmi les plus importantes en Ouganda, tandis que les entreprises indiennes, telles que Tata Coffee, Bank of Baroda et Airtel, ont une présence significative en Ouganda.